# Meteora (kloosters)
Meteora (Grieks: Μετέωρα) is een markante rotsformatie in centraal Griekenland, waar op de hoge rotspilaren vroeg oosters-orthodoxe kloosters zijn gebouwd. Door eeuwenlange wind- en watererosie – ooit was de Thessalische vlakte een binnenzee – hebben de rotsformaties hun specifieke en moeilijk bedwingbare uiterlijk gekregen. Het gebied is Unesco-Werelderfgoed sinds 1988, maakt sinds 2018 deel uit van het Nationaal park Tzoumerka, Acheloösvallei, Agrafa en Meteora, en is sinds 2024 een Unesco-Geopark.

## Geschiedenis
Vanaf de 9e eeuw werden de natuurlijke zandstenen torens beklommen door kluizenaars die daar hun eigen leefomgeving creëerden en slechts af en toe naar beneden kwamen. Een voorbeeld was de kluizenaar Barnabas, die hier een religieus schuiloord zocht in een grot. Anderen volgden zijn voorbeeld.
Vanaf de 11e eeuw trokken elders verdreven monniken naar het gebied. Halverwege de 14e eeuw verrezen de eerste kloosters op de toppen, onder invloed van de mystieke beweging van het hesychasme (hesychia = rust, kalmte) en de woelige tijden (met name de strijd tussen Servië en het Byzantijnse Rijk, alsook de pestepidemie). In 1336 stichtte de monnik Athanasios, afkomstig van de berg Athos zijn Groot Meteoron, het hoogst gelegen (623 meter) en belangrijkste klooster dat hier gesticht zou worden. Nog 23 andere kloosters zouden volgen. Met netten aan touwen en houten ladders van soms wel veertig meter lang transporteerden de monniken de benodigde goederen én personen naar boven.
In de hoogtijdagen bestond er een autonome gemeenschap van monniken en 24 kloosters in vrijwel volledige afzondering van de rest van de wereld. Sinds 1490 werd de abt van het Groot Meteoron ook het hoofd van de gehele monnikengemeenschap van Meteora.
In de 17e eeuw begon echter het verval van het kloosterleven in Meteora. Er werd gesjoemeld, sommige monniken hielden er als monnik verklede vrouwen op na en van het idealistische gedachtegoed was niets meer overgebleven. In de 18e eeuw werden de kloosters gebruikt als toevluchtsoord voor Grieken die door de Turkse overheersers opgelegde belastingen wilden ontduiken. Tijdens de 19e eeuw werden de Meteora-kloosters gebruikt om te ontkomen aan oprukkende rebellen en tijdens de Tweede Wereldoorlog. Tijdens de daaropvolgende burgeroorlog (1945-1949) hebben de toen nog overgebleven kloosters veel schade opgelopen.

## De kloosters
Na al die gewelddadige eeuwen zijn er slechts zes kloosters in redelijke staat overgebleven, waarvan sommige nog steeds bewoond worden door monniken en monialen. Sinds 1988 staan deze kloosters op de Werelderfgoedlijst. Er is geprobeerd om de volgende kloosters in hun oorspronkelijke glorie te herstellen:

### Agios Nikolaos Anapafsas (H. Nikolaas)

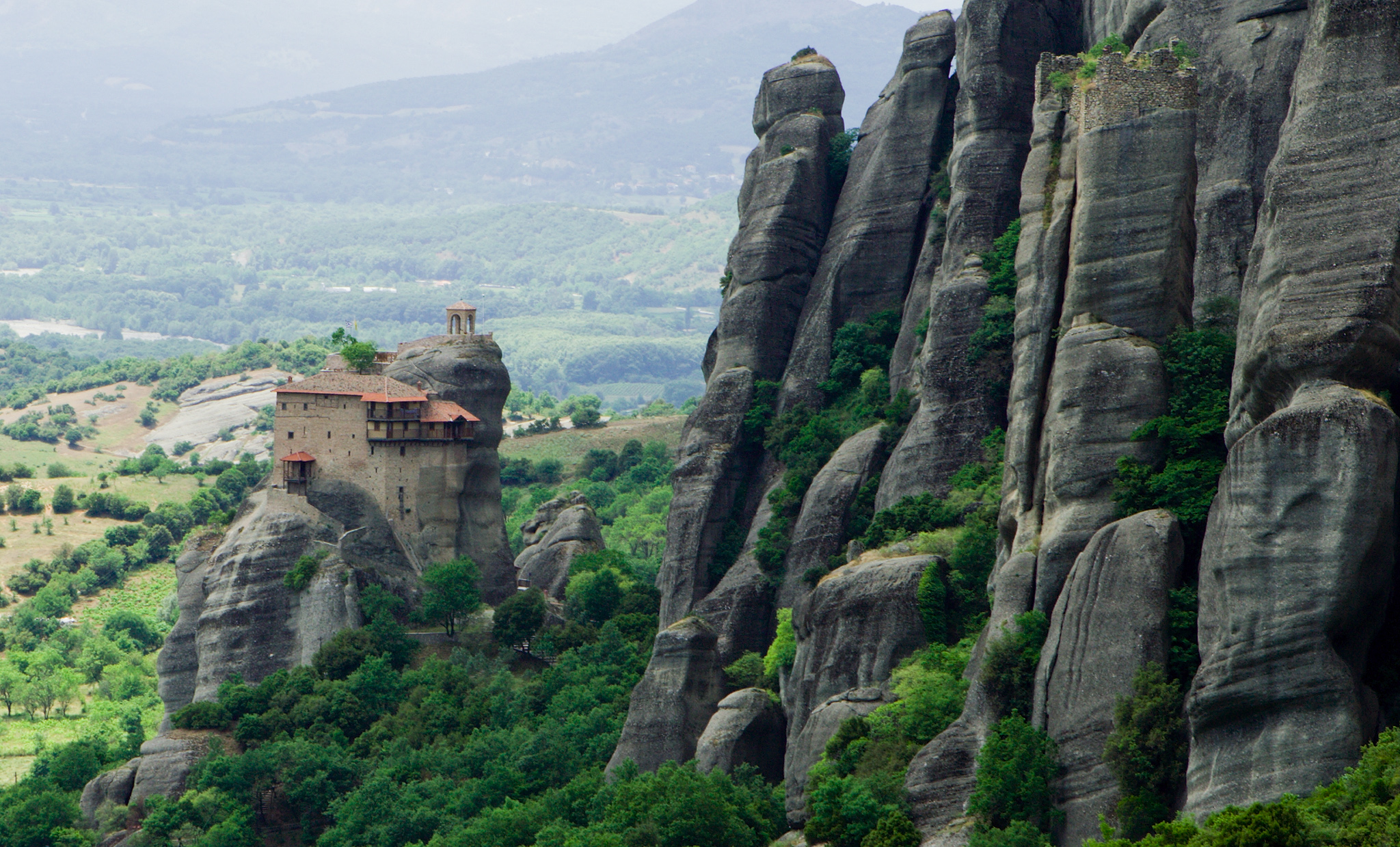
Het klooster Agios Nikolaos Anapafsas

Het huidige klooster werd gebouwd ± 1490, maar volgens deskundigen boven op de overblijfselen van een ouder klooster. Bouwkundige kenmerken en resten van muurschilderingen wijzen er op dat de kerk stamt uit de 13e/14e eeuw. Omdat de top van de rots waar het op staat klein en smal is, zijn de kloostergebouwen niet horizontaal uitgebreid, maar verticaal, in verschillende verdiepingen. Zo staan de kloosterkerk en de refter op de eerste, de cellen van de monniken op de tweede verdieping. Opvallend zijn de bescheiden afmetingen van de kloostergebouwen: er was slechts plaats voor tien cellen.
De centrale kloosterkerk is toegewijd aan de heilige Nikolaas. Het smalle gebouw, met een lage koepel zonder ramen (want er ligt nog een verdieping boven), werd begonnen enkele jaren voor 1510 en voltooid in 1527. De muurschilderingen zijn uitgevoerd door de monnik-kunstschilder Theophanis Strelitzas uit Kreta: hoewel de beperkte ruimte technische problemen opleverde, slaagde hij er toch in het iconografische programma, zoals dat in de tijd van de Paleologen-keizers (1259-1453) vorm had gekregen, volledig uit te voeren.

### Mega Meteoron (Groot Meteoron)

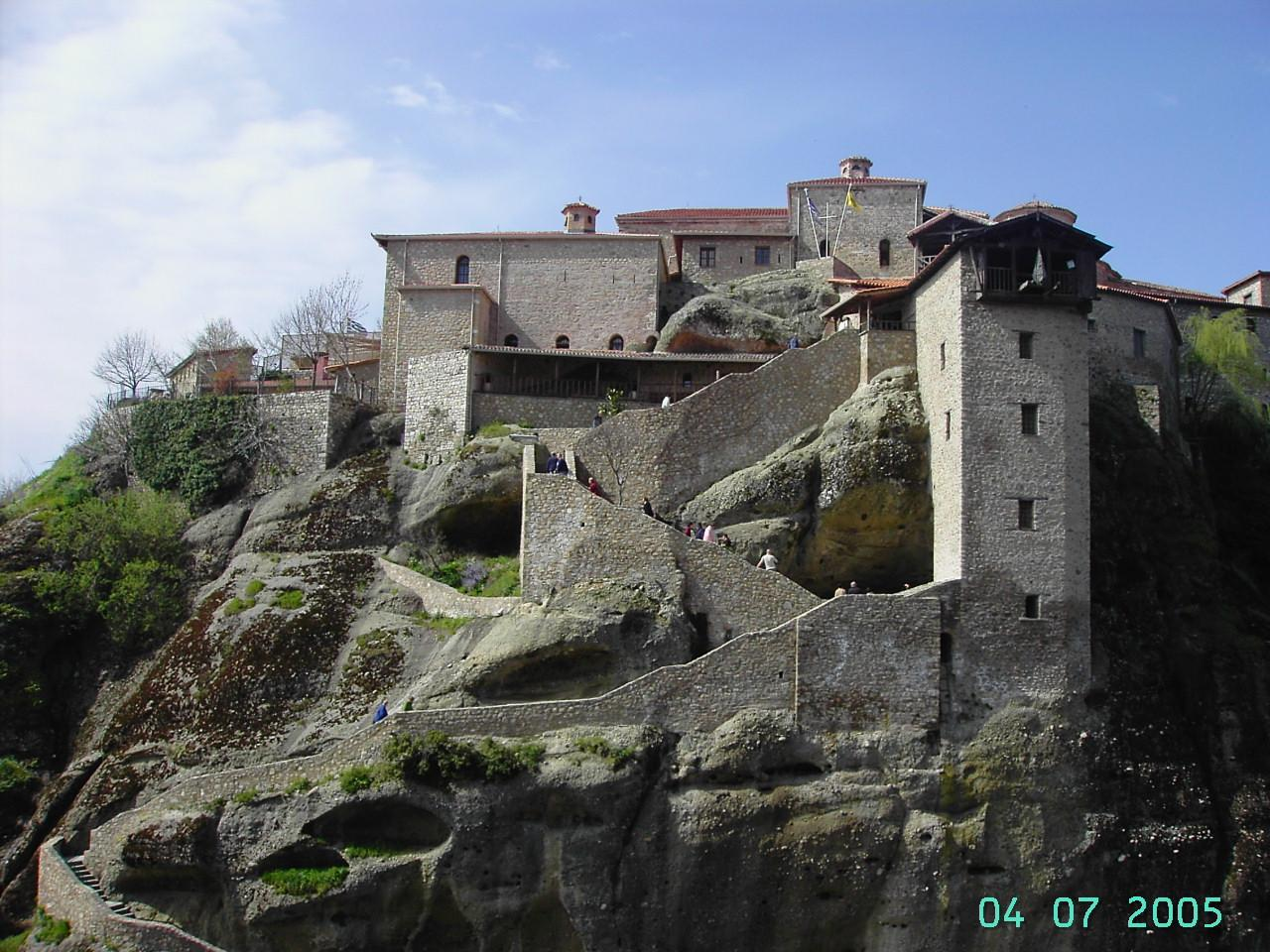
Het Mega Meteoronklooster

In de 14e eeuw kwam monnik Athanasius van de Athos-berg zich vestigen in deze omgeving. Hij beklom de meest imposante rots (de Platys Lithos, d.i. Platte Steen) die het hele landschap domineert, en besloot hier zijn eerste klooster te stichten. Hij noemde de rots "Meteora" (d.i. "Hoog Verhevene"), omdat ze leek te zweven tussen hemel en aarde, en bouwde er in 1356 een kapel en een paar cellen, geassisteerd door veertien monniken die zijn voorbeeld volgden. Daarmee legde hij de basis van het nieuwe klooster, dat in reeds in 1362 privileges kreeg van de Servische tsaar Simeon Uroš.
Toen Simeons zoon Ioannes in 1373 toetrad tot de monnikengemeenschap, onder de naam Joasaph of Josaphat, werd de roem van het "Groot Meteoron" verzekerd. Josaphat werd de boezemvriend van Athanasios en samen brachten zij het klooster tot grote bloei. Het aantal monniken nam steeds toe, de kerk was aan vergroting toe, en het klooster werd uitgebreid met torens, een ziekenzaal, cellen, waterreservoirs en andere gebouwen. Na de dood van Athanasius en Josaphat werden beiden, op grond van de vele wonderen die zij hadden verricht en het vrome leven dat zij hadden geleid, door de Orthodoxe Kerk heilig verklaard (zij liggen beiden begraven in de kloosterkerk). De streek van Meteora was een centrum van geestelijk leven in Thessalië geworden.
De huidige kloosterkerk van de Metamorphosis (= Verheerlijking van Christus op de Taborberg) is de oudste bewaard gebleven kerk van de Meteora. Josaphat liet ze tussen 1387 en 1388 bouwen op eigen kosten. Ze bezit mooie fresco's van de Kretenzische School uit de 16e eeuw (mogelijk een laat werk van Theophanes de Kretenzer), en van de Macedonische School uit latere eeuwen.
Toen het Groot Meteoron nog een groot aantal monniken telde, gebruikten deze de 16e-eeuwse, ruime refter, die nu is omgevormd tot museumschatkamer. Hij herbergt een schitterende collectie handschriften, iconen en religieuze voorwerpen.

### Varlaäm

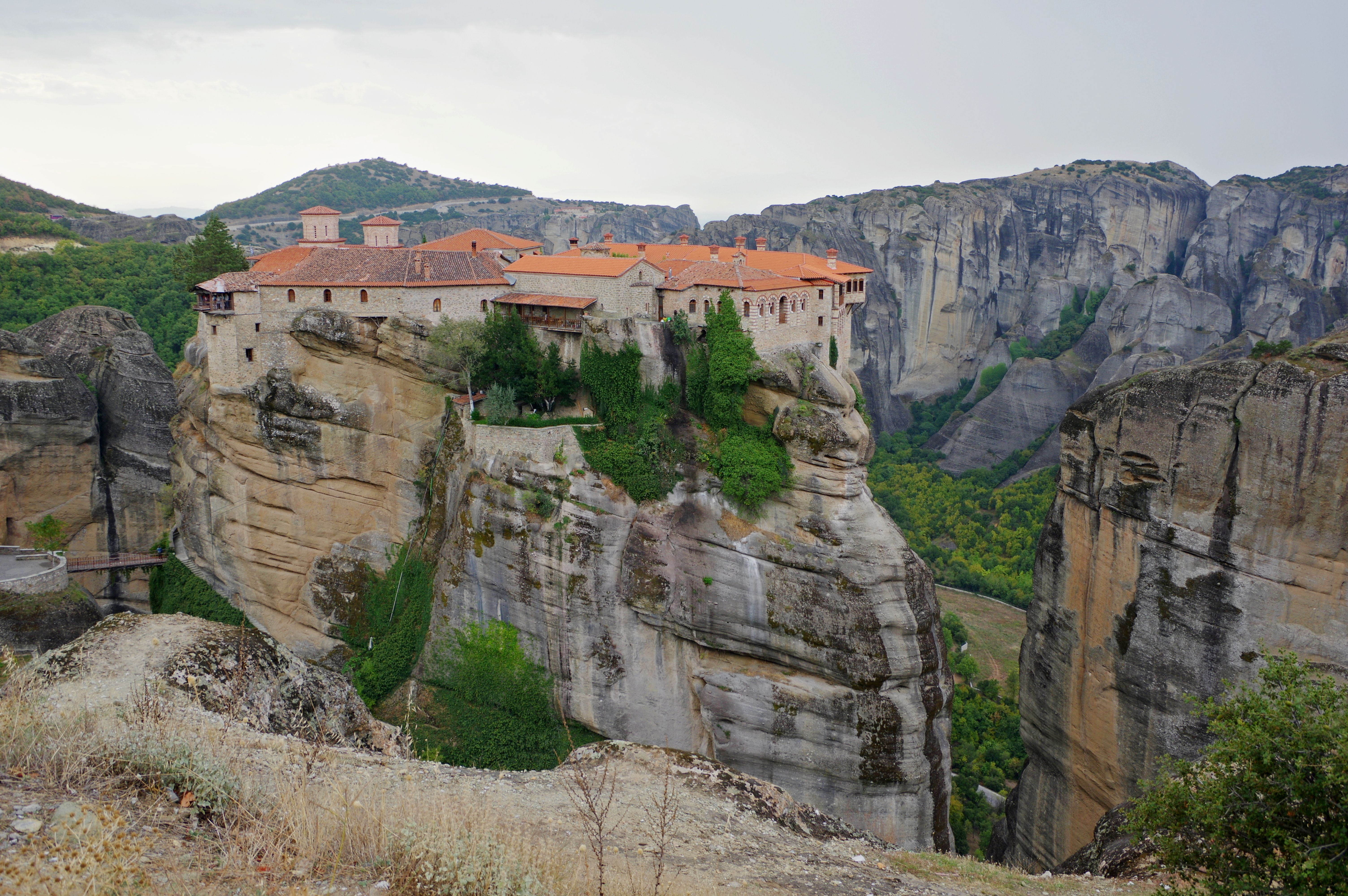
Het Varlaäm-klooster

In de hiërarchie van de Meteorakloosters neemt het Varlaäm de tweede plaats in. Het werd in zijn huidige vorm gebouwd in 1518, en werd genoemd naar de vrome kluizenaar die zich rond 1350 op deze rots terugtrok. Varlaäm, een tijdgenoot van Athanasius en Josaphat, was op het idee gekomen een tweede groot klooster te gaan bouwen op de rots net tegenover het Grote Meteoron. Maar pas zo'n twee honderd jaar later zouden twee broers uit Ioannina, Nectarius en Theophanes (uit de adellijke familie van de Apsaraden), de rots opnieuw beklimmen en het idee van Varlaäm verwezenlijken.
Uit schriftelijke bronnen blijkt dat de kloosterkerk in 1542, in twintig dagen tijd, werd voltooid. Daarvóór had men er echter 22 jaar over gedaan om het benodigde materiaal boven te brengen. Men vertelt dat Theophanes, die al tien maanden doodziek te bed lag, plots opstond van zijn ziekbed toen hij hoorde dat het werk voltooid was. Hij kon zijn ogen niet geloven, en dankte God en al zijn heiligen, dat hij dit nog had mogen meemaken. Nadat hij dankbaar de monniken en vaklui had gezegend, keerde hij dolgelukkig naar zijn bed terug en overleed in vrede. Daarom werd het katholikon (collegiale kloosterkerk) gewijd aan Alle Heiligen (Agioi Pantes). Zij bevat fresco's van de schilder Franco Kastellanos uit Thebe.
Ook dit klooster heeft in de vroegere refter een aardig museum ingericht, vol met iconen (onder meer een Maria-icoon van Emmanuel Tzanes) en andere liturgische objecten, met als parel aan de kroon een gekalligrafeerd evangelieboek gesigneerd door de Byzantijnse keizer Constantijn VII.

### Rousanou

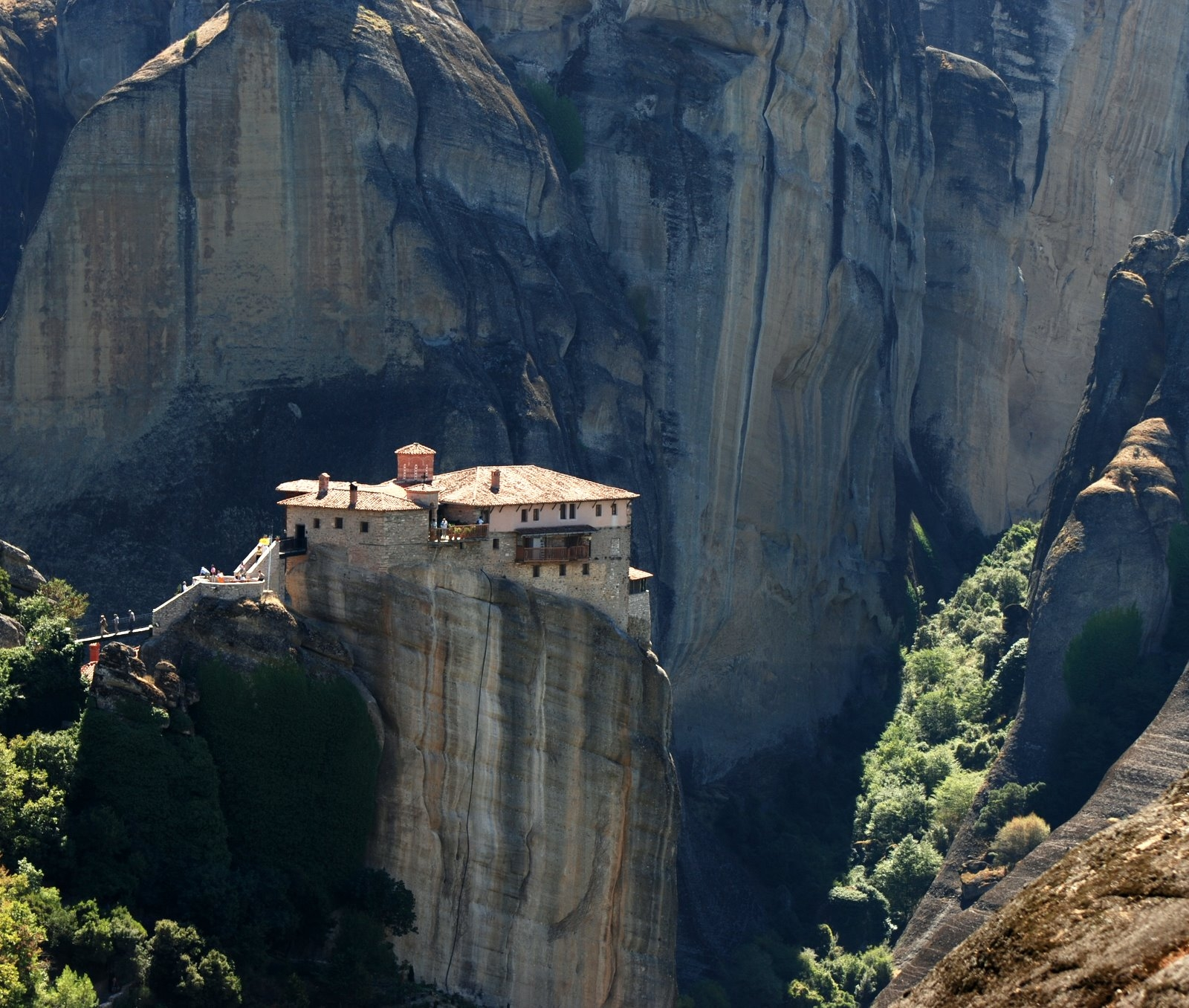
Het Rousanou-klooster

Het Rousanouklooster is ook bekend onder de naam Agia Varvara (H. Barbara). Het ligt op de top van een plateau dat er nauwelijks genoeg ruimte voor biedt. Volgens onbevestigde bronnen zou het gesticht zijn in 1288, maar alleszins staat vast dat er 156 jaar later vervallen gebouwen werden gerestaureerd. In de 16e eeuw werd het volledig in zijn huidige vorm herbouwd, met de goedkeuring van de abt van het Groot Meteoron.
De Metamorphosis-kerk, toegewijd aan de Verheerlijking van Christus op de berg Tabor, dateert uit 1545 en is beroemd om zijn aangrijpende fresco's (werk van schilders uit de School van Kreta) die na meer dan vierhonderd jaar nog steeds in goede staat verkeren.

### Agia Triada (H. Drievuldigheid)

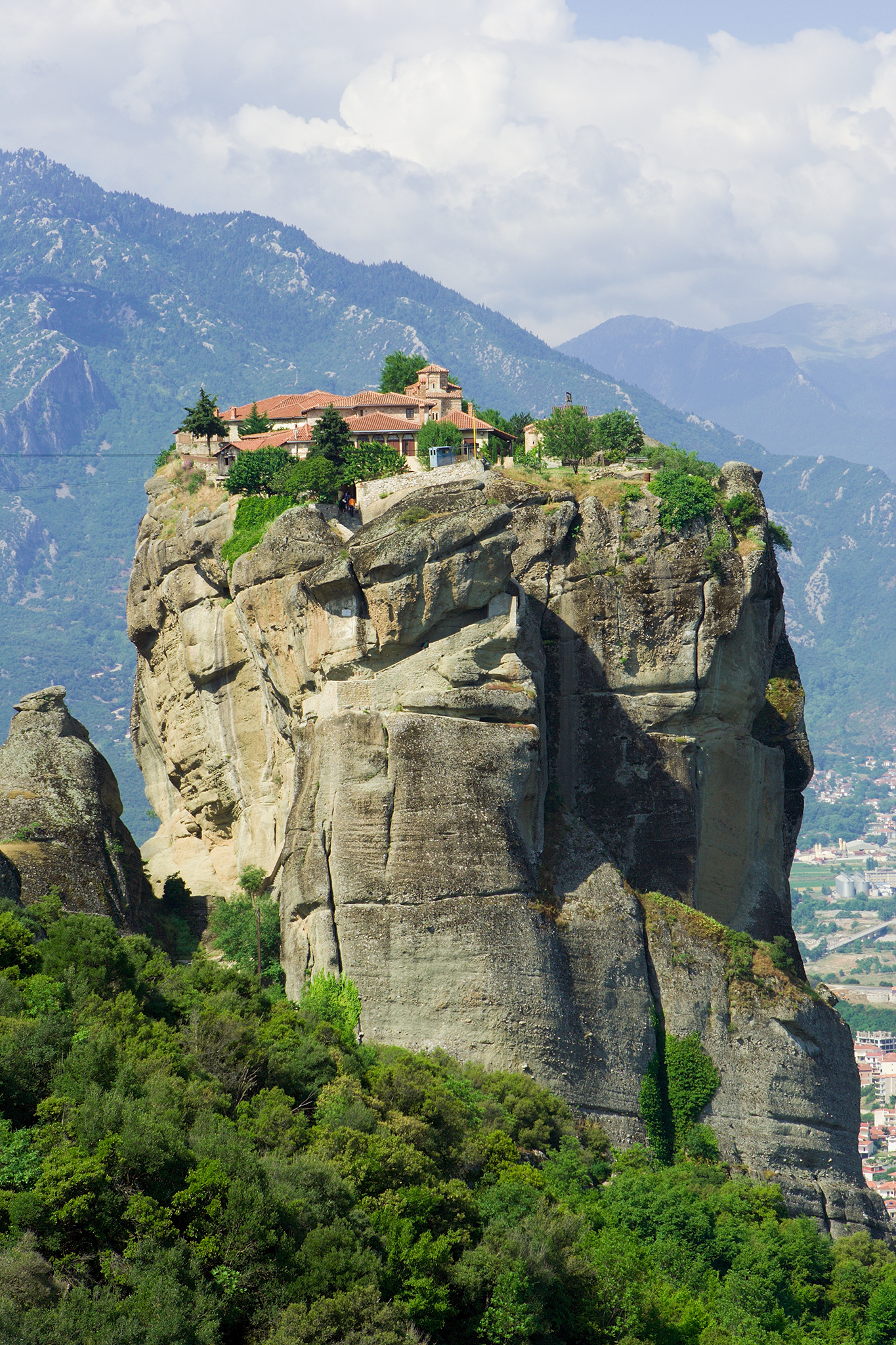
Het Drievuldigheidsklooster.

Als we de deskundigen mogen geloven is het klooster van de H. Drievuldigheid de op twee na oudste stichting van de Meteora. Een en ander wijst erop dat het katholikon in 1476 werd gebouwd, maar dat bepaalde kloostergebouwen reeds in de 14e eeuw bestonden. De huidige vorm van het klooster kwam tussen 1458 en 1476 tot stand. Volgens een niet-bevestigde overlevering zou het zeventig jaar gekost hebben om al het benodigde materiaal naar de top van de rots te brengen voordat men met de eigenlijke bouw kon beginnen.
De Duitsers hebben tijdens de Tweede Wereldoorlog de schatkamer van het klooster leeggeroofd. Het Drievuldigheidsklooster is gebruikt als decor in de Kuifjefilm Kuifje en het geheim van het Gulden Vlies en de Bondfilm For Your Eyes Only.

### Agios Stefanos (H. Stefanus)

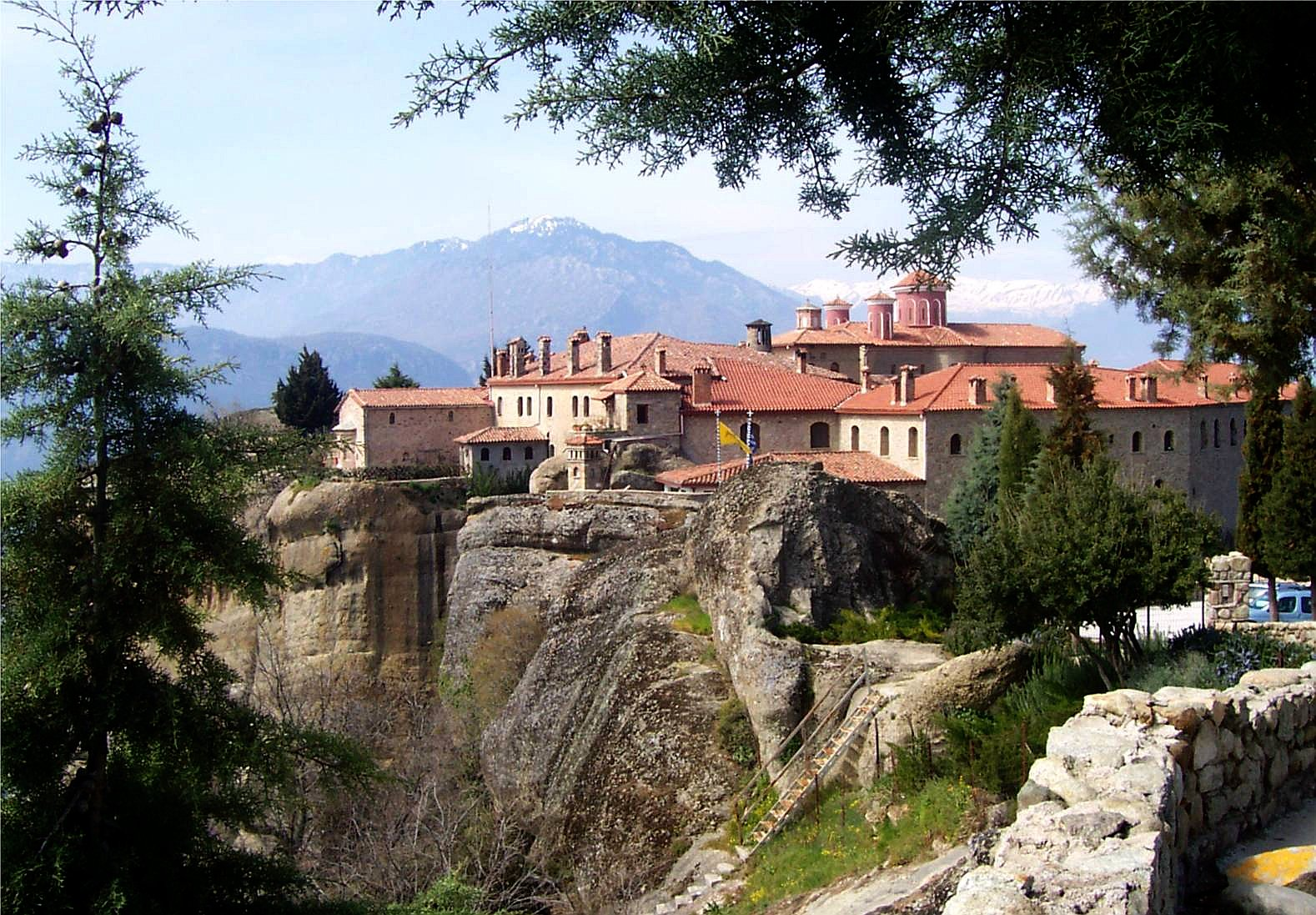
Het klooster Agios Stefanos

Uit een (nu verdwenen) inscriptie blijkt dat dit klooster in 1192 werd gesticht, en dat een zekere Jeremiah de eerste prior van de ermitage was. In 1333 kwam de Byzantijnse keizer Andronicus III Paleologus (1328-1341) naar Thessalië, en werd gastvrij ontvangen in dit klooster, dat sindsdien de titel keizerlijk mag voeren. Andronicus deed ook grote schenkingen aan de abt en zijn monniken.
In 1350 werd de kapel van de Heilige Stephanus gebouwd, op initiatief van Antonius Cantacuzenus, een verwant van de Servische tsaar Symeon Uros en lid van de Byzantijnse adellijke familie der Cantacuzeni. Aan het einde van de 14e eeuw deden de Walachijse prins Vladislav en zijn neef Vornikos Dragoumaris belangrijke schenkingen (o.a. kostbare relikwieën, grondbezit in Roemenië) en andere weldaden aan het klooster en in 1545 verklaarde de toenmalige patriarch van Constantinopel het klooster autonoom en slechts direct afhankelijk van zijn patriarchaat.
Het imposante katholikon (kloosterkerk), gewijd aan de Heilige Charalampos, dateert uit 1798 en bezit stukken houtwerkversiering.
In 1888 telde het rijke klooster nog 31 monniken, maar in 1960 was het vrijwel verlaten. Het werd zwaar beschadigd door brand tijdens de Tweede Wereldoorlog, en communistische partizanen hebben tijdens de burgeroorlog in 1949 het gezicht van de stichter op een van de fresco's onherstelbaar beschadigd. In 1961 werd het omgezet in een nonnenklooster, terwijl vrouwen eertijds geen toegang tot de Meteora hadden. De nonnen herstelden niet alleen de schade, ze slaagden er ook in het klooster weer een bloeiend bestaan te schenken. Nog steeds worden hier de Byzantijnse iconenkunst en muziek op traditionele wijze beoefend.
De refter (nu als schatkamer ingericht) getuigt van de vroegere rijkdom van het klooster: kostbare handschriften, iconen, houtsnijwerk, zilveren vaatwerk en reliquiaria (o.a. de in zilver gevatte schedel van de schutspatroon Charalampos).
Opmerkelijk is dat het klooster hemelsbreed het dichtst bij het nabije Kalampaka ligt, terwijl het er over de weg het verst van af ligt.